# Dahlenburg
Dahlenburg er en kommune og en landsby i den sydøstlige del af Landkreis Lüneburg i den tyske delstat Niedersachsen.

## Geografi
Dahlenburg ligger vest for Naturpark Elbhöhen-Wendland ved floden Neetze. Landsbyen er administrationsby for Samtgemeinde Dahlenburg, med kommunerne Boitze, Dahlem, Dahlenburg, Nahrendorf og Tosterglope.